# フアン・マヌエル・サナブリア
フアン・マヌエル・サナブリア・マゴレ（Juan Manuel Sanabria Magole, 2000年3月29日 - ）は、ウルグアイ・フロリダ出身のサッカー選手。アトレティコ・サン・ルイス所属。ポジションはMF（セントラルミッドフィールダー）。

## クラブ経歴
ユース時代を母国ウルグアイの名門ナシオナルで過ごし、ユース世代のウルグアイ代表でのプレーぶりがアトレティコ・マドリードのスカウト陣の目に留まり、2017年に獲得の意向を示す。翌2018年7月にアトレティコ・マドリードに加入。1年間をカンテラで過ごし、2019年夏に傘下のアトレティコ・マドリードBに昇格し、プロデビューを果たした。
2021年1月26日、セグンダ・ディビシオンのレアル・サラゴサへシーズン終了までドライローンとなることが発表された。
2023年7月5日、レンタル移籍で2シーズン在籍したアトレティコ・サン・ルイスへ完全移籍した。

## 代表歴
2017年にU-17ウルグアイ代表として南米U-17選手権に出場。2019年はU-20代表で2019 FIFA U-20ワールドカップに出場。2020年には2020年東京オリンピック出場権を懸けた CONMEBOLプレオリンピック大会にU-23代表で出場するも、オリンピック出場はならなかった。